# Adrar (provincie)
Adrar is een provincie (wilaya) in het zuidwesten van Algerije, in het noorden grenst het aan Béchar, El Bayedh en Ghardaïa, in het westen aan Tindouf, in het oosten aan Tamanrasset, in het zuiden aan
Mauritanië en Mali. De provincie heeft elf districten, achtentwintig gemeenten en tweehonderd (200) Ksars. De oppervlakte van Adrar is 439.700 km² en het aantal inwoners ligt tegen de 400.000.
Adrar is een agrarisch gebied dat zich kenmerkt door haar traditionele irrigatiesysteem foggara. In de provincie bevinden zich oases en enkele historische monumenten. De belangrijkste en meestbekende streken in Adrar zijn Timimoune, Tamantit en Aoulef.

## Bestuurlijke indeling
De provincie bestaat uit 11 districten en 28 gemeenten. De districten zijn:

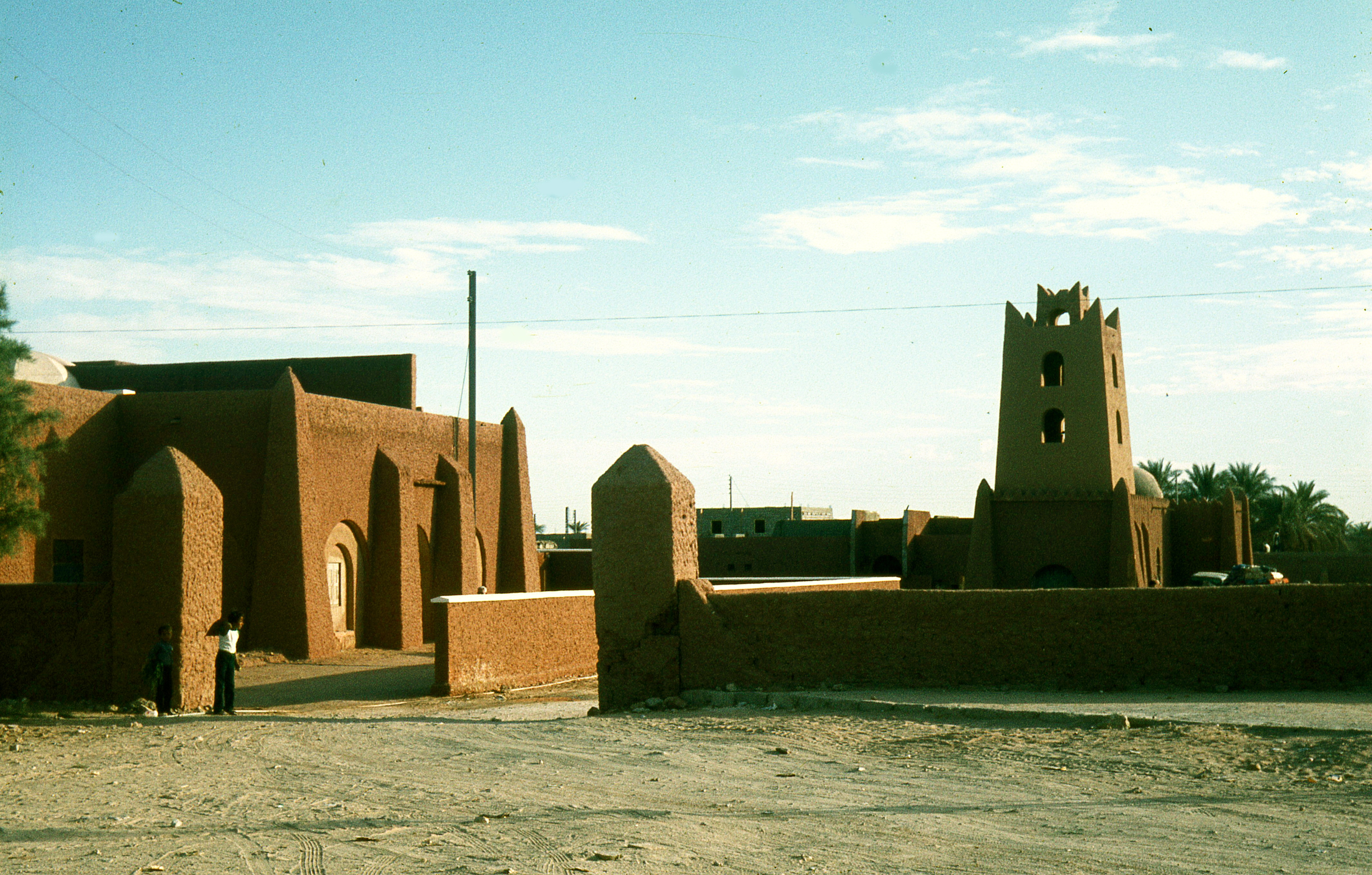
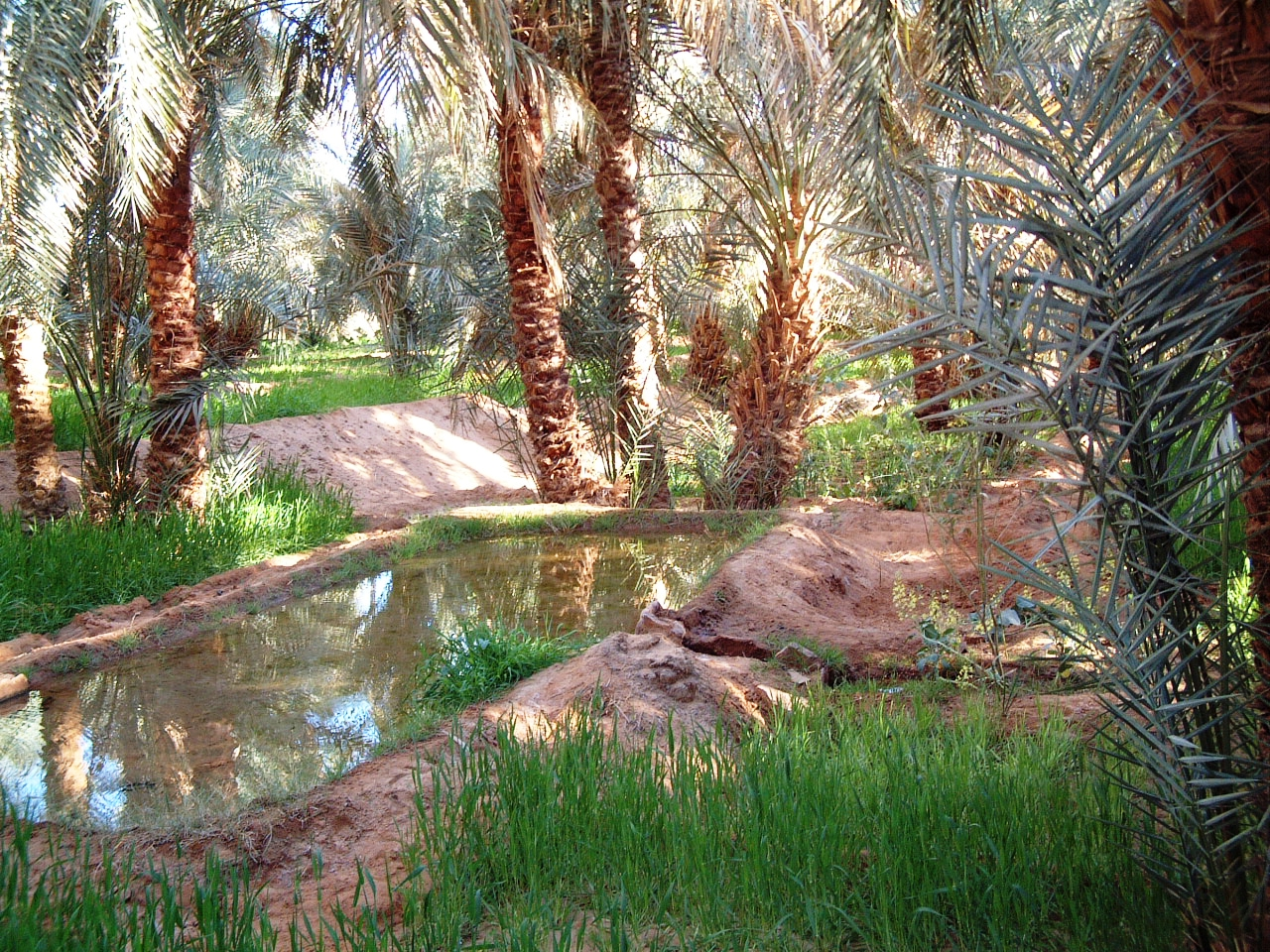
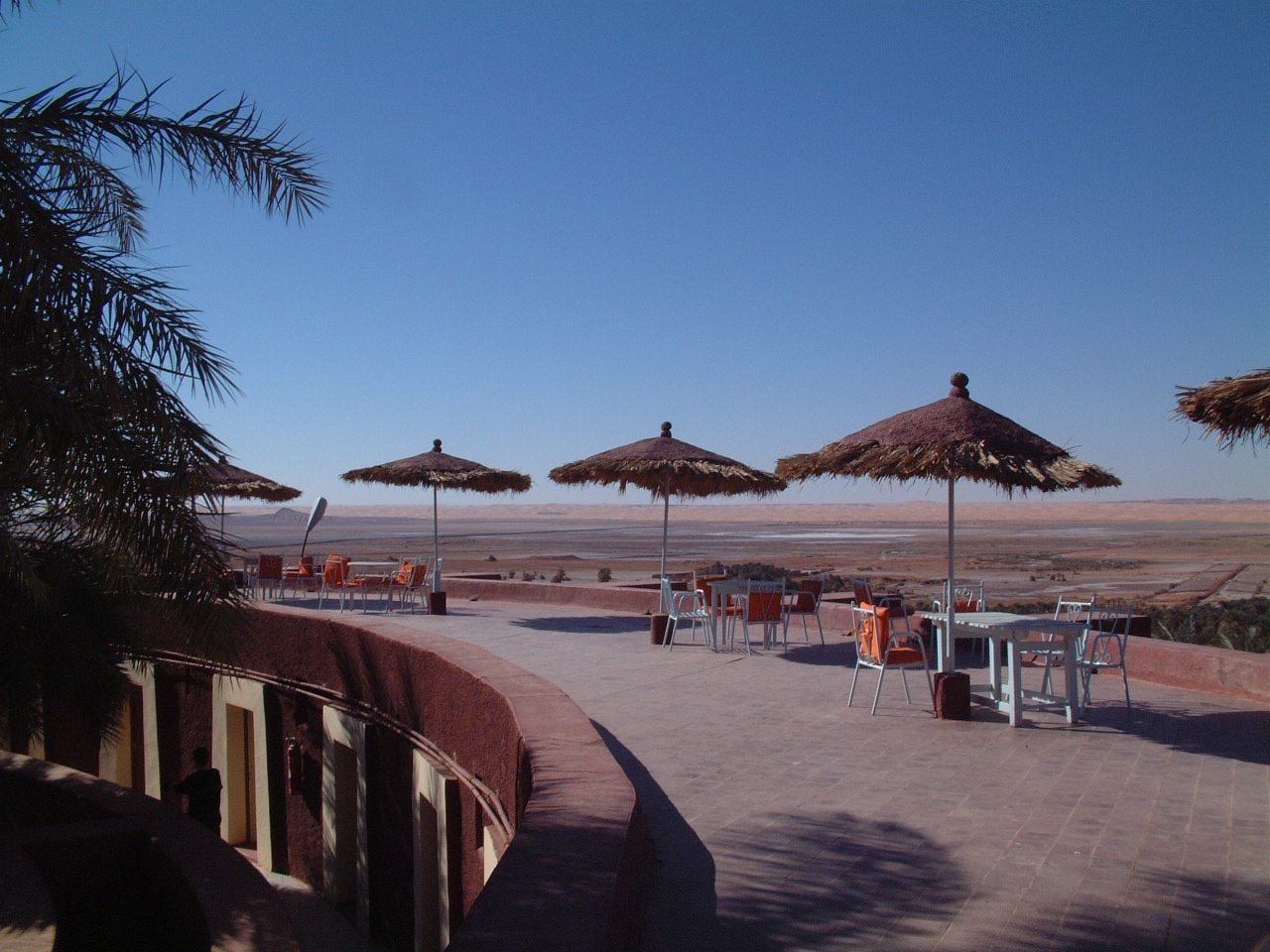
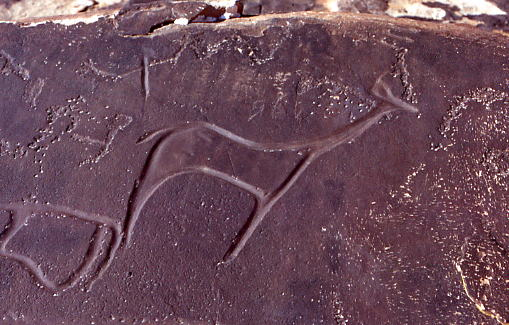
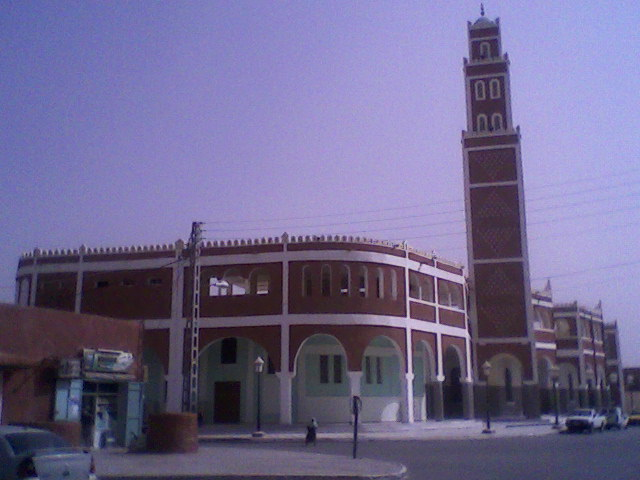

- Fenoughil
- Reggane
- Bordj Badji Mokhtar
- Aoulef
- Timimoune
- T'Sabit
- Aougrout
- Tinerkouk
- Charouine
- Adrar
- Zaouiat Kounta

De gemeenten zijn:
- Adrar
- Akabli
- Aougrout
- Aoulef
- Bordj Badji Mokhtar
- Bouda
- Charouine
- Deldoul
- Fenoughil
- In Zghmir
- Ksar Kaddour
- Metarfa
- Ouled Ahmed Timmi
- Ouled Aissa
- Ouled Said
- Reggane
- Sali
- Sebaa
- Talmin
- Tamantit
- Tamest
- Timekten
- Timiaouine
- Timimoun
- Tinerkouk
- Tit
- Tsabit
- Zaouiet Kounta

Adrar ·
Aïn Defla ·
Aïn Témouchent ·
Algiers ·
Annaba ·
Batna ·
Béchar ·
Béjaïa ·
Biskra ·
Blida ·
Bordj Bou Arréridj ·
Bouira ·
Boumerdès ·
Chlef ·
Constantine ·
Djelfa ·
El Bayadh ·
El Oued ·
El Tarf ·
Ghardaïa ·
Guelma ·
Illizi ·
Jijel ·
Khenchela ·
Laghouat ·
Médéa ·
Mila ·
Mostaganem ·
M'Sila ·
Mascara ·
Naama ·
Oran ·
Ouargla ·
Oum el-Bouaghi ·
Relizane ·
Saïda ·
Sétif ·
Sidi-bel-Abbès ·
Skikda ·
Souk Ahras ·
Tamanrasset ·
Tébessa ·
Tiaret ·
Tindouf ·
Tipaza ·
Tissemsilt ·
Tizi Ouzou ·
Tlemcen